# Жапсарбаев, Калка
Калка Жапсарбаев (каз. Қалқа Жапсарбаев; 1886 — 26 января 1975) — казахский акын, поэт и композитор. Народный акын Казахской ССР (1961).

## Биография
Родился в 1886 году в ауле Мукры на одноимённой реке (ныне — Коксуский район, Жетысуская область, Казахстан) в бедной крестьянской семье. Приходит из подрода сыпатай рода шуманак племени жалайыр.
В юности батрачил на богатых казахских и русских крестьян. В 1920 году вступил в комитет бедноты, в 1930 году — в колхоз. Позднее стал артистом Каратальского колхозно-совхозного театра, выступал в культурно-пропагандистских бригадах (1938—1945).
Являлся членом КПСС. Называл Ленина «Лучом света жизни новой, источником гения и мудрости».
Начал писать песни и стихи ещё в молодости. Заучивал стихи акынов Кабана, Кыдыралы, Вактыбая. Получил известность, разъезжая по аулми и выступая в айтысах. Состязался с акынами Омарбеком, Курамой, Апежеком, Кайракбаем, Кененом. С приходом советской власти приобрёл известность во всей республике, его песни записывались и публиковались в печати. Выступал на сцене с импровизациями на актуальные темы. Среди его произведений поэмы: «Шаймерден», «Мусабек», «Мудрая девушка». Издавались сборники его поэм и песен «Сеңгірбаев Мұсабек» (1951), «Жайқоңыр» (1959), «Өлендер, айтыстар, дастандар» (1962), «Жетісу жырлары» (1970), «Елім, сені жырладым» (1996).
Одним из известнейших произведений акына является песня «Калка». В ней есть такие строки:
Знайте — песне этой название «Калка».
Мне на свете она больше всех сладка.
Взяв домбру, долго мучаю струны я
так, что даже потом устает рука.
Раз, когда его угнетала тоска,
чтобы душу отвлечь, песню спел Калка.
Вспомнил старых друзей — опору свою,
путь свой долгий от юноши до старика.
Скончался 26 января 1975 года в родном селе.

## Память
В родном селе Мукры в честь Калки Жапсарбаева названы улица, школа и дом культуры, ему установлен памятник. В 2010 году село Мукры в честь Жапсарбаева было переименовано в Акын Калка

## Награды
- Народный акын Казахской ССР (1961)
- Медаль «За трудовое отличие» (3 января 1959) — за выдающиеся заслуги в развитии казахского искусства и литературы и в связи с декадой казахского искусства и литературы в гор. Москве
- Орден «Знак Почёта» (1945)

## Сочинения
- Жапсарбаев Қ. Песня счастья: Стихи, дастаны, айтысы. — Алма-Ата: Жазушы, 1986.